# Dryoscopus pringlii
La cubla de Pringle (Dryoscopus pringlii) es una especie de ave paseriforme de la familia Malaconotidae propia de África oriental.

## Distribución y hábitat
Se encuentra en Etiopía, Kenia, Somalía y Tanzania.
Su hábitat natural es la sabana seca.